# Dentine

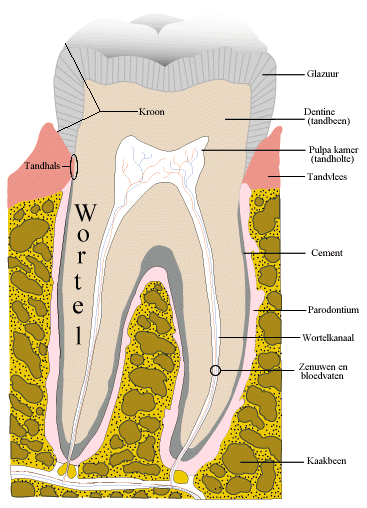
Dentine (beige) in een kies van de mens

Dentine of tandbeen is een gecalcificeerd weefsel waaruit tanden zijn opgebouwd. Het betreft hier de binnenste en grootste laag direct over de pulpa en op de kroon onder het glazuur. Wat volume betreft, bestaat dentine voor 45% uit het mineraal hydroxyapatiet, 33% uit organisch materiaal en 22% uit water. Het is geel van kleur wat door het transparante glazuur de kleur van de tand beïnvloedt. Dentine is elastisch en ondersteunt en beschermt daarmee het zeer harde glazuur tegen breuken. Dentine onderscheidt zich van glazuur doordat het levenslang in ontwikkeling is en gevoelig is.
Odontoblasten in de perifere pulpa zorgen ervoor dat dentine wordt gemaakt door een matrix van collageen-vezels af te scheiden, die door hydroxyapatiet-afzettingen worden gecalcificeerd. De odontoblasten zijn cellen in de pulpa met lange uitlopers, die in dentinale tubuli door het dentine lopen. Dentine heeft dan ook de structuur van een zeef. Zij maken dagelijks nog ongeveer 0,5 µm dentine bij, het secundaire dentine, dat structureel iets minder stevig is dan het originele dentine, het primaire dentine. De odontoblasten zullen in geval van een eerste schadelijke prikkel de buisjes van het dentine waar ze doorheen lopen opvullen, dit heet gesclerotiseerd dentine, maar gaan bij hernieuwde prikkels ten onder. Er differentieert zich dan vanuit het mesenchym van de pulpa een nieuwe generatie odontoblasten, maar die produceren minder dentine, een laag tertiair dentine, dat nog minder stevig is, totdat de prikkel stopt.
De gevoeligheid van dentine wordt veroorzaakt door stimuli die een vloeistoffenstroom in dentinale tubuli teweegbrengen.